# Hotchkiss H35
Hotchkiss H35 (фр. Char léger 1935 H — «лёгкий танк 1935 H») — французский танк 1930-х годов, лёгкий по массе. Создан фирмой «Гочкис», первый прототип был продемонстрирован 18 января 1935 года, а первый серийный H35 был выпущен 12 сентября 1936 года.

## Дешёвый танк для французской кавалерии
Танк SOMUA S 35 стоил 982 000 франков (70 тыс. $). За такие деньги можно было купить несколько лёгких танков. В конце 1935 года кавалерийское командование и обратило внимание на третий опытный образец танка Hotchkiss. Он оказался быстрее Renault. Машина обладала почти в 1,5 раза более высокой подвижностью, чем Renault R 35, при том же вооружении и защищённости, а стоимость была ненамного выше, чем у Renault R 35. В ноябре 1935 года танк приняли на вооружение французской кавалерии как Char léger Modèle 1935 H. Основное преимущество над R 35 состояло в том, что для сопровождения моторизованных колонн скорости у H35 хватало.

## Описание
Экипаж танка H35 состоял из двух человек, вооружение включало 37-мм короткоствольную пушку и 7,5-мм пулемёт, а толщина брони составляла от 14 до 40 мм. В ходе серийного производства, с 1935 года и до капитуляции Франции в 1940 году, было выпущено около 1200 танков этого типа в нескольких модификациях.
Они активно использовались французскими войсками во Второй мировой войне, а после капитуляции Франции около 600 танков этого типа достались Германии.
Трофейные французские танки были приняты на вооружение вермахта и использовались по меньшей мере до 1944 года, при этом часть танков была модернизирована, а некоторые переоборудованы в САУ, РСЗО и артиллерийские тягачи. Снятые при переоборудовании башни использовались при строительстве укреплений «Атлантического вала».

## Модификации
- H35 — 1935 год — первая серийная модификация, 34-мм круговая броня корпуса и 40-мм круговая броня башни, 37-мм пушка SA 18 L/21.
- H39 (Char léger modèle 1935 H modifié 1939) — 1938 год — модификация, оснащённая двигателем мощностью 120 л.с., с увеличившейся до 12,8 тонн массой. Часть танков получили новую 37-мм пушку SA 38 L/33 (из 557 таких танков, изготовленных к 1 мая 1940 года, около трети получила длинноствольные орудия) или противотраншейный «хвост». Внешне этот танк отличался более высоким и угловатым моторным отсеком, расширенными до 270 мм гусеничными траками, металлическими ободами на опорных катках.
- H38 — такой модификации официально не существовало, но в литературе так часто неформально называют H39 с орудием SA 18.

## Машины на базе
- 7,5 cm Pak 40 L/48 auf Gw 39H (f) — 75-мм противотанковая пушка на шасси танка «Гочкис», производство для немецких войск начато в 1942 году, всего выпущено 39 шт. (1941 — 22, 1942 — 17)
- 10,5 cm Panzer-feldhaubitze 18 auf Sfh 39 (f) — 105-мм самоходная гаубица на шасси танка «Гочкис», производство для немецких войск начато в 1942 году, всего выпущено 48 шт.
- Panzerkampfwagen 35H(f) mit 28/32 cm Wurfrahmen — танк «Гочкис», переоборудованный в РСЗО для немецкой армии.
- Befehlspanzer 38H(f) — подбашенная коробка с башней демонтированы, на шасси установлен новый, открытый сверху, корпус. Вооружение — пулемет MG 34. Использовался как артиллерийский наблюдатель. Переделано 24 машины.
- Mörserzugmittel 38H(f) — танк «Гочкис», переоборудованный в артиллерийский тягач для 21 cm Mörser 18. Башня снята.

## Использовался
- Франция

кавалерия:
- в лёгких кавалерийские дивизиях (division légère de cavalerie, DLC)
  - по 16 танков в 1-м — 5-м полках бронеавтомобилей (RAM) 1-й — 5-й DLC, соответственно.
- в танковых разведгруппах (GRDI) механизированных пехотных дивизий (DIM):
  - по 23 танка во 2-й группе 9-й мехдивизии и 5-й группе 25-й мехдивизии;
- в лёгких механизированных дивизиях (division légère mécanique, DLM)
  - 1-я DLM: по 47 в 4-м кирасирском (4e RC) и 18-м драгунском (18e RD) полках;
  - 2-я DLM: по 47 в 13-м и 29-м драгунских полках;
  - 3-я DLM: по 47 в 1-м и 2-м кирасирских полках (все с пушками SA38), также 69 танков в 11-м моторизованный драгунском полку (11 RDP);
  - 4-я DLM (создана 10.06.40 из остатков 1-й DLC): группа де ла Роша (10 танков), 1-й полк БА;
  - 7-я DLM (создана 5.06.40 из остатков 4-й DLC): 8-й драгунский полк (40 танков, в том числе 20 с SA38)

пехота:
- в танковых батальонах (BCC) кирасирских дивизиях (DCR):
  - 1-я DCR — 25-й и 26-й батальоны;
  - 2-я DCR — 14-й и 27-й;
  - 3-я DCR — 42-й танковый и 45-й танковый батальон жандармерии (BCCG/BCG)
- в танковых батальонах, приданных армиям:
  - 13-й и 38-й батальоны 1-й армии (по 45 танков);
- 342-я отдельная танковая рота (15 танков).
- Французское Государство — 13 H35 и 14 H39, числившиеся в 1-м полку африканских стрелков остались в Северной Африке по условиям перемирия; ещё 5 были спрятаны в Марокко. В ноябре 1942 года они участвовали в боях против Союзных войск близ Касабланки, уничтожив 4 лёгких танка M3 Stuart. Перешедший на сторону союзников полк был летом 1943 года перевооружён на средние танки M4 Sherman.
- Польша — 3 или 4 танка, закупленных для испытаний в 1938 году. Вместе с тремя R35 вошли в сформированную 14.09.39 полуроту лейтенанта Якубовича, приписанную к опергруппе «Дубно».
- Нацистская Германия — около 600 трофейных танков: 211-й танковый батальон и 217-219е отдельные роты в Финляндии; в составе 7-й дивизии СС (а также 12-й роты особого назначения и 1-я батальон 202-го танкового полка) на Балканах; 206-й танковый полк, 100-й запасный танковый полк и 200-й полк трофейных машин во Франции.
- Венгрия — 15 танков, переданные немцами в 1942 году. Вошли в состав 101-й отдельной танковой роты (101. önálló harckocsi század)[1].
- Хорватия — несколько H38, переданных немцами[2].
- Болгария — 19 танков H39 были поставлены немцами для болгарской армии в 1943—1944.
- Югославия — 1 трофейный танк H39, захваченный НОАЮ 5 октября 1941 года у немцев[3].
- Израиль — 10 машин куплены у Франции и использовались во время арабо-израильской войны 1947—1949 годов в 8-й бронебригаде.

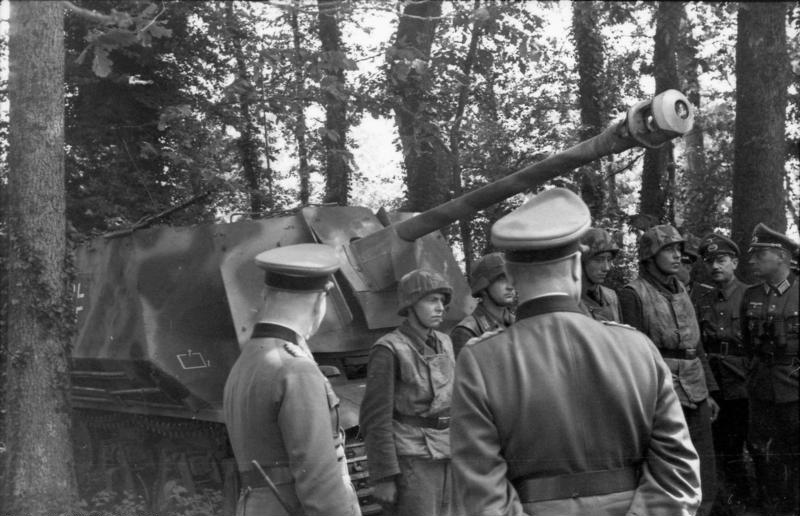
Немецкая САУ 7,5 cm Pak 40(Sf) auf Geschützwagen 39H(f) на базе H35
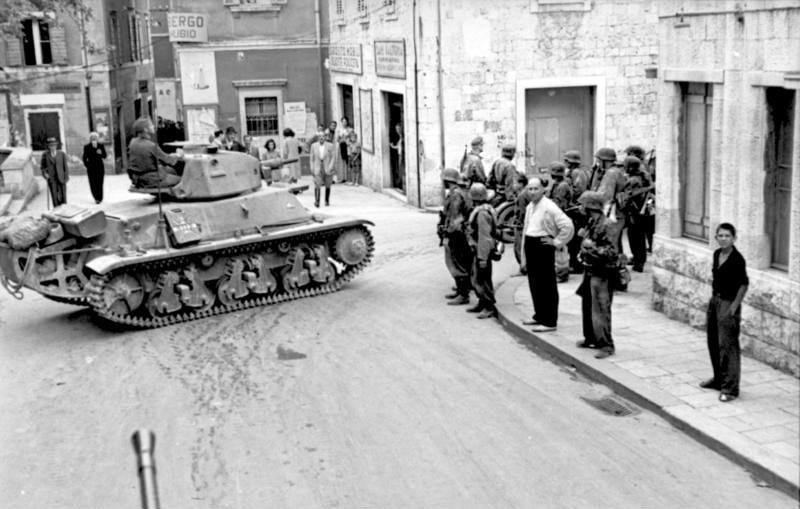
Немецкий H39 в Сплите. Сентябрь 1943
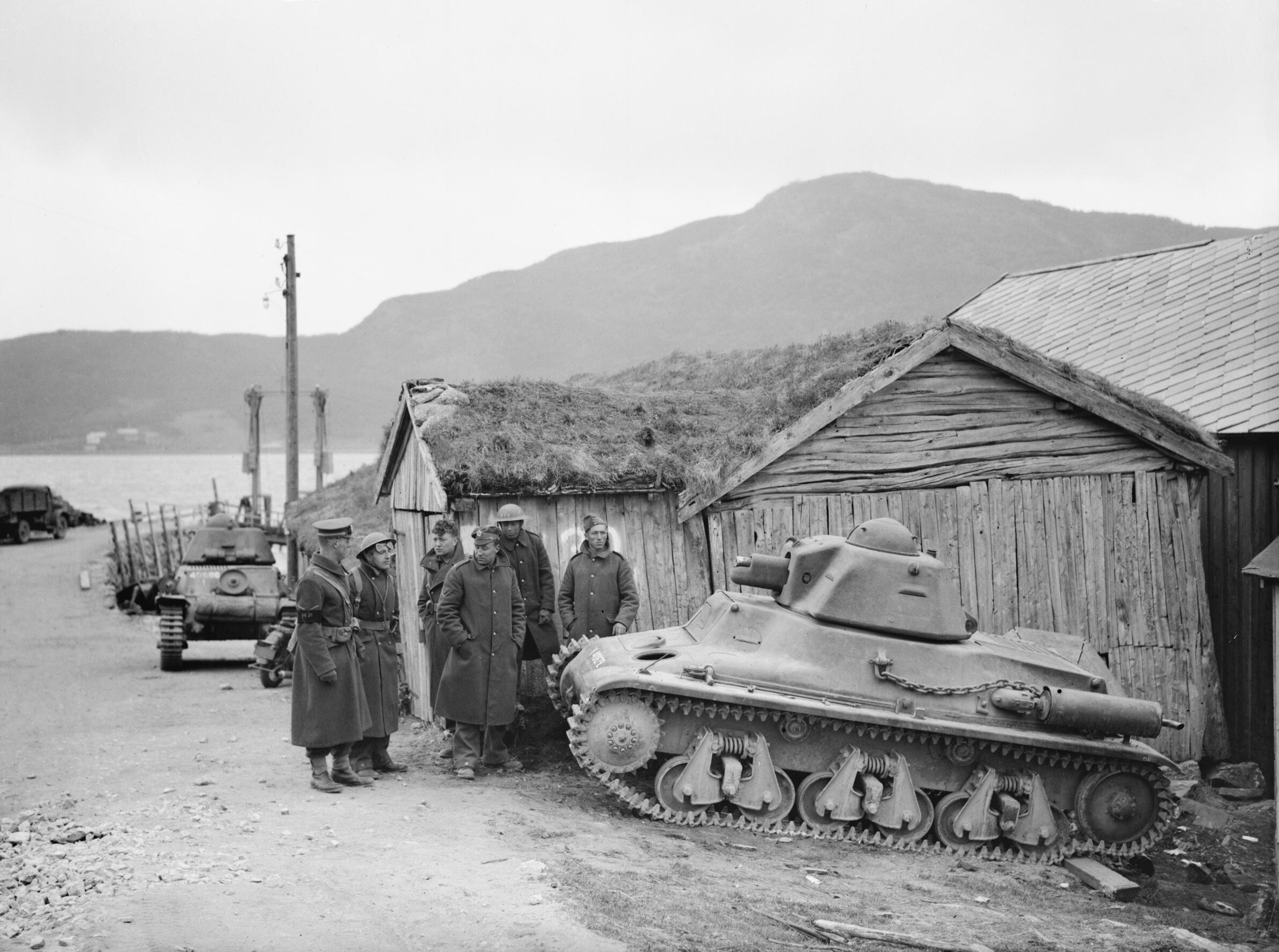
Французские танки H-38 в Нарвике. Май 1940

## Сохранившиеся экземпляры
Танки указанного типа (преимущественно, модели H 39.) представлены в ряде музейных собраний и частных коллекций:
- H 35. В море у пляжа Сен-Сесиль. Камье, Па-де-Кале. Башня отсутствует. В очень плохом состоянии.
- H 39. В экспозиции Бронетанкового музея в Сомюре. В ходовом состоянии.
- 10.5cm leFH 18 auf Geschützwagen 38H (f). В экспозиции Бронетанкового музея в Сомюре. Немецкая самоходная 105-мм гаубица на шасси H 39.
- H 39. На территории Мурмелонского военного лагеря, Мурмелон-ле-Гран. Башня от Renault R35, орудие — макет.
- H 39. В экспозиции Парка «Патриот», Кубинка, Московская область. Захваченный немцами и модернизированный Panzerkampfwagen 38H 735(f). Использовался в 211-м танковом батальоне под Мурманском, захвачен в сентябре 1944 г.
- H 39. В экспозиции Национального музея в Ужице.
- H 39. В открытой экспозиции Национального музея военной истории, София.
- H 39. В Музее Израильских танковых войск в Латруне.
- H 39. На площадке перед Военно-мемориальным музеем Нурланнского Красного креста, Нарвик.
- H 39. В открытой экспозиции бронетехники на территории Ренского военного лагеря, Рена.
- H 39. В процессе реставрации на территории Трандумского военного лагеря, Улленсакер.
- H 39. В частной коллекции. Поднят из болота в 2015 г.
- H 39. Частная коллекция Кевина Уиткрофта, Уигстон-Магна, Лестершир. Ранее находился в собрании Военно-исторического музея «Акербус», Фёррэ, Тюсвер.
- H 39. В собрании Технического центра оружия и боеприпасов Бундесвера, Меппен.
- Три шасси от H 39. Частная коллекция. Предположительно использовались как тягачи для немецкой артиллерии.